# Hajodo
Hajodo är en ö i Sydkorea.   Den ligger i provinsen Södra Jeolla, i den sydvästra delen av landet, 400 km söder om huvudstaden Seoul. Arean är 18,3 kvadratkilometer.
Terrängen på Hajodo är platt. Öns högsta punkt är 245 meter över havet. Den sträcker sig 5,0 kilometer i nord-sydlig riktning, och 7,3 kilometer i öst-västlig riktning.